# Дядьковбивство
Дядьковбивство (обо авункуліцид) — вбивство дядька. Слово також може стосуватися того, хто вчиняє такий вчинок. Термін «авункуліцид» походить від латинських слів avunculus, що означає «дядько по матері», і caedere, що означає «зрубати» або «вбити». Едмундс припускає, що в міфології авункуліцид є замінником батьковбивства. Вбивство племінника є непотоцидом.

## В історії
- Міфологічні засновники Риму Ромул і Рем випадково вбили свого діда Амулія.
- Калігулу підозрювали у пособництві у вбивстві свого двоюрідного дядька Тіберія, якого він змінив на посаді імператора.
- Клавдій, очевидно, був отруєний своєю племінницею Агриппіною Молодшою, тому її син Нерон міг стати наступником.
- У 51 році Радаміст убив свого дядька Мітрідата з Вірменії.
- У 685 році Глотер Кентський помер від ран після того, як його племінник Едрік Кентський привів південносаксів до його престолу.[3]
- У 1113 році Дгараніндраварман I був убитий у битві своїм внучатим племінником Сур'яварманом II, який бажав стати королем Кхмерської імперії.
- У 1385 році Бернабо Вісконті помер після того, як його племінник Джан Галеаццо Вісконті ув'язнив його та, ймовірно, отруїв.[4]
- У 1845 році прем'єр-міністр Непалу Матхабарсінґ Тапа був убитий своїм племінником Джангом Багадур Раною.
- У 1975 році король Саудівської Аравії Фейсал був убитий своїм племінником Фейсалом бін Мусаїдом.[5]
- У 1979 році президент Екваторіальної Гвінеї Франциско Масіас Нгема був страчений після державного перевороту, здійсненого його племінником Теодоро Обіангом Нгема Мбасого[6]
- У 2001 році під час непальської королівської різанини наслідний принц Непалу Діпендра вбив свого дядька Дірендру.
- У 2013 році північнокорейський лідер Кім Чен Ин наказав стратити свого дядька по материнській лінії Чан Сон Тхека.

### Терміни сімейного вбивства
- Дітогубство, вбивство своєї дитини
- Братовбивство, вбивство свого брата
- Чоловікогубство, вбивство чоловіка
- Матрицид, вбивство матері
- Батьковбивство, вбивство батьків або іншого близького родича
- Отцеубивство, вбивство батька
- Сестровбивство, вбивство своєї сестри
- Дружиновбивство, вбивство дружини

### Подібні неродинні терміни вбивства
- Богогубство, вбивство бога
- Геноцид, систематичне вбивство великої групи людей, зазвичай цілої етнічної, расової, релігійної чи національної групи
- Убивство, вбивство людини
- Дітовбивство, вбивство немовляти від народження до 12 місяців
- Царевбивство, вбивство монарха (короля чи правителя)
- Тирановбивство, вбивство тирана
- Феміцид, вбивство жінки за ознакою статі
- Андроцид, вбивство людини за ознакою статі